# Bambus (băutură)
Bambus este o bautură alcoolică preparată din vin roșu și cola. Este consumată în special în țările din fosta Iugoslavie.

## Pregătire

### Ingrediente
- Vin roșu
- Cola
- Gheață

### Pregătire
Bambus se pregătește repede și ușor. Luați un pahar de tip highball și umpleți-l cu un pic de gheață, apoi umpleți paharul până la jumătate cu vin roșu și umpleți apoi cealaltă jumătate cu cola. Bambus se servește întotdeauna rece.